# Playa de Las Gaviotas
Playa de Las Gaviotas är en strand i Spanien.   Den ligger i provinsen Provincia de Málaga och regionen Andalusien, i den södra delen av landet, 400 km söder om huvudstaden Madrid.